# مروارید (کامیاران)
روستای مروارید( گردنه مروارید. ) (کامیاران)، روستایی از توابع بخش مرکزی شهرستان کامیاران در استان کردستان ایران است.این روستا در ۷ کیلومتری شهر کامیاران و ۵۰ کیلومتری سنندج واقع شده است.
وجود قلعه ای تاریخی قاجار درقسمت شمالی روستاچشم انداز زیبای به این روستا بخشیده.
البته لازم به ذکراست درحوالی وکوه های اطراف روستا آثار وسفالهای از تمدنهای قدیمی موجود میباشد 
بلندترین کوه روستا که به زبان کردی 
(قارمان جەمشێر)نام دارد همیشە سفیدپوش واستوارومملو از سنگ های آتشفشانی میباشد 
روستای مروارید یکی از روستای های چهار فصل و بسیار خوش آب هوای استان است  به طوری که در فصل زمستان با بارش برف بسیار زیاد مکانی برای سرسره بازی مردمان منطقه  و همچنین در فصل بهار با داشتن طبیعت دلنشین و زیبا،سرسبز میتوانیم به جرات بگویم یکی از روستهای بسیار زیبای ایران است .
روستای مروارید بالاتر از روستاهای بوانه و یختخان در بالای گردنه مروارید که گردنه ای بسیار مهم و مشهور غرب و شما غربی و شاهرگ اصلی ترانزیتهای بنادر جنوب به طرف غرب و شمال غرب و کشورهای همسایه  ایران (ترکیه ،آذربایجان ،روسیه و ارمنستان )هست قرار دارد .
شغل اصلی مردمان روستای مروارید مانند مناطق دیگر استان و شهرستان؛ باغداری (گردو ،گیلاس ،البالو) ،کشاورزی و دامداری است .

..

## جمعیت
این روستا در دهستان بیلوار قرار دارد و براساس سرشماری مرکز آمار ایران در سال ۱۳۸۵، جمعیت آن ۲۸۳ نفر (۵۵خانوار) بوده‌است.(آمار تقریبی جمعیت روستا در سال ۹۷ قریب به ۳۵۰ نفر و تعداد خانوار هم قریب به ۷۰ خانوار هست )